# Khótiaj
Khótiaj (en rus: Хотяж) és un poble de l'óblast de Nóvgorod, a Rússia, segons el cens del 2010 tenia 42 habitants.